# И-4
И-4 (АНТ-5) «истребитель четвёртый» (Андрей Николаевич Туполев пятый). Первый советский цельнометаллический истребитель. Одноместный подкосный полутораплан из алюминиевого сплава отечественного производства — кольчугалюминия. Самолеты строили серийно на заводе № 22 в Филях с середины 1929 года. Состояли на вооружении до 1935 года, и ещё год — в авиашколах.

## История создания
С осени 1925 года Научно-технический комитет Управления Военно-воздушных сил (НТК УВВС) разрабатывал конструкторское задание на истребитель с мотором воздушного охлаждения для замены истребителей Fokker D.VII, Fokker D.XI (отчасти произведённых по лицензии) и Martinsyde Buzzard . Задание утверждено 7 июля 1927 года. Но уже 2 февраля 1926 года руководимому А. Н. Туполевым Отделу авиации, гидроавиации и опытного строительства (АГОС) ЦАГИ заказан проект цельнометаллического истребителя. Самолёт разработан Конструкторской бригадой П. О. Сухого в Отделе, которым тогда руководил А. И. Путилов.
Задание требовало: скорость полёта у земли — 260 км/ч, на высоте 5000 м — 250 км/час, набор высоты 5000 м за 12 мин; выполнение «восьмёрки» за 25−28 с; быстросменного колёсного и лыжного шасси; четыре пулемёта; радиостанция; съёмная броня для лётчика сзади и снизу.
По облику проект Путилова повторял заменяемый истребитель немецкого авиаконструктора Райнхольда Платца Fokker D.XI с фанерной обшивкой, с 1922 года выпускавшийся в СССР по лицензии на заводе «Авиаработник», но был цельнометаллическим, со значительно более мощным звездообразным двигателем воздушного охлаждения. Инженер П. О. Сухой спроектировал необычную мотораму, которая изготавливалась штамповкой.
Первый АНТ-5 с мотором Юпитер 9Ad производства французской фирмы Гном-Рон мощностью 420 л.с. совершил первый полёт 10 августа. Испытатель НИИ ВВС М. М. Громов. На испытаниях И-4 показал результаты намного ниже заданных: скорость 240 км/ч, набор 5000 м за 14 мин., «восьмёрка» за 31−34 с. Использовали лыжи истребителя И-2.
С учётом замечаний, в ноябре 1927 года изготовлен деревянный макет второго варианта И-4 («дублёра»). В конце ноября НТК УВВС утвердил новый облик самолёта «допустил И-4 на снабжение ВВС РККА». В декабре АГОС начал выпуск чертежей для серийного производства самолёта на заводе № 22 в Филях, единственном в СССР предприятии с опытом изготовления самолётов из алюминиевых сплавов. До конца 1927 года этот завод принадлежал фирме Junkers на правах концессии. В июле 1928 года завод построил дублёр, который на испытаниях показал скорость 257 км/ч и «восьмёрку» за 24,5 с, то есть выше заданных характеристик.
Испытания выявили недостаточную прочность конструкции, и их продлили. 28 февраля 1929 года самолёт был повреждён в аварии. Испытания завершены в конце апреля с незначительными замечаниями: «Самолёт И-4ЮVI [И-4 с мотором Юпитер VI] может быть рекомендован на снабжение воздушного флота как современный истребитель».
На завод № 22 был направлен инженер АГОС Павел Осипович Сухой, как представитель разработчиков. В 1932 году он возглавил конструкторскую бригаду АГОС, сменив Путилова, который возглавил КБ нового Тушинского авиазавода, где занимался освоением авиастроения из нержавеющей стали. Внедрить стальную конструкцию предлагали в 1931 году и для И-4.
К 1935 году самолет окончательно устарел. По скорости он уступал даже бомбардировщикам. В боевых действиях И-4 не участвовал. В октябре 1935 года вышел приказ о снятии И-4 с вооружения. Устаревшие самолеты были разобраны на запчасти, а три десятка машин были переданы в авиашколы.
Самолет И-4 являлся прорывом в советском самолетостроении. Боевая живучесть цельнометаллического самолёта и его стойкость к погодным условиям намного улучшились по сравнению с деревянно-тканевыми конструкциями. Однако с технологической точки зрения производить его было дороже и сложнее.

## Катастрофы
- 9 июля 1932 года при выводе самолёта из штопора погиб лётчик-испытатель Пётр Лозовский.
- 19 июня 1936 года при выполнении показательного полёта обновлённый самолёт И-4 потерпел крушение. Пилотировавший его лётчик-испытатель Виктор Адольф погиб.

## Серийное производство
Первый серийный истребитель изготовлен к началу октября 1929 года. Вопреки заданию, пулемётов стало два, радиостанция в серии не ставилась. Истребитель оснащался двигателем М-22 в 480 л. с., который стали выпускать по лицензии Гном-Рон в СССР и первый серийный мотор установили на первый серийный И-4. Хотя часто М-22 называли Юпитер VI.
На заводе № 22 построено 177 серийных машин (1929 — 2, 1930 — 163, 1931 — 12)

## Экспериментальные образцы
- И-4 бис — моноплан без нижнего крыла, верхнее крыло с предкрылками на половине размаха крыла и кольцом Тауненда. Переделан из серийного и испытан в сентябре 1931 года. 40 полётов, более 20 лётных часов. Скорость возросла на 10 км/ч, устойчивость улучшилась, манёвренность и прочность ухудшились.
- И-4 для проекта «Звено» — нижние консоли укорочены до 0,5 м каждая для безопасного отрыва от матки. Выпущены в 1930 году.
- И-4 с пулемётами в верхнем крыле — опыты, не доведённые до испытаний.
- И-4 с динамореактивными безоткатными пушками Курчевского — в декабре 1931 года на самолёты установлены две автоматические 65-мм пушки АПК-3 бис под верхним крылом вне диска винта. В 1933 года одна из пушек разорвалась при выстреле, но лётчик Т. П. Сузи сумел сесть на повреждённом самолёте. После полутора лет испытаний 17 июля 1933 сделан вывод, что «пушка боевым требованиям не удовлетворяет» и что система будет использоваться как учебная, а заказ на 50 пушек размещён не будет[4].
- И-4 с реактивными ускорителями — в 1935 и 1936 году испытывали пороховые ускорители для кратковременного увеличения скорости полёта. Их устанавливали по три в связке с обеих сторон.
- И-4 на поплавках для катапультного запуска с кораблей — поплавки изготовили летом 1931 года, но задание отменено из-за предполагаемой недостаточной мореходности.

## Техническое описание
Одноместный цельнометаллический подкосный полутораплан со свободнонесущим нижним крылом. Девятицилиндровый двигатель воздушного охлаждения М-22 мощностью 480 л. с, винт фиксированного шага, изготовленный из проклеенной древесины.
Верхнее крыло переменного несимметричного профиля, плоского по нижней поверхности. Толщина профиля от 16 % (в месте крепления подкосов) до 12 % к концевым и центральной нервюрам. Две консоли крыла стыкуются к пилону над фюзеляжем перед кабиной и, кроме того, удерживаются V-образным подкосом от нижнего крыла и двумя стойками с лентами-расчалками от фюзеляжа. Консоли с тремя лонжеронами и десятью нервюрами каждая. Все поверхности, кроме носков и законцовок, покрыты гофрированным кольчугалюминием. Стыки листов по нервюрам закрыты П-образными профилями.
Консоли нижнего крыла съёмные с коротким центропланом заодно с фюзеляжем. Фюзеляж с тремя лонжеронами по бортам и снизу. Поперечный набор — шпангоуты. Борта фюзеляжа от бортовых лонжеронов и ниже обшиты гофрированными листами.
Оперение тоже обшито гофром. Рули на кронштейнах, через каждый пропускался проволочный шомпол.
Шасси обычной тогда схемы: стойки, расчаленные лентами с амортизацией в виде набора сжимаемых резиновых пластин с металлическими прокладками обтекаемой формы, и костыль, расположенный под кормой фюзеляжа. Колёса 750×50 мм со спицами и металлическими колпаками. Крепление колес к раме жесткое, что давало возможность эксплуатации самолета на грунтовых аэродромах. Пробовали устанавливать лыжи от И-2 и поплавки.
Управление рулём высоты — жёсткое (три кольчугалюминиевые трубы, шарнирно соединённые промежуточными балансирами). Управление элеронами смешанное, рулём направления — тросовое.
Силовая установка — девятицилиндровый двигатель воздушного охлаждения «Гном-Рон Юпитер» мощностью 480 л. с., в серии ставился отечественный лицензионный двигатель М-22 такой же мощности
Два бензобака для 303 кг топлива, вставлялись[куда?] снизу.
Вооружение на самолёте-дублёре состояло из двух синхронных пулемётов «Виккерс» над двигателем, с боекомплектом по 1000 патронов. В серии ставились отечественные пулемёты ПВ-1.
Самолеты окрашивались сверху и с боков в темно-зеленый цвет, а нижние поверхности крыльев и оперения в голубой. Снизу на верхнем крыле наносились красные звезды.

## Оценка машины
|                                 | И-6  | И-5     | И-4 опытный | И-3     |
| ------------------------------- | ---- | ------- | ----------- | ------- |
| Вес пустого, кг                 | 1023 | 852     | 921         | 1420    |
| Полетный вес, кг                | 1418 | 1262    | 1363        | 1862,8  |
| Мощность двигателя, л. с.       | 480  | 480     | 480         | 500/730 |
| Площадь крыла, м²               | 21,6 | 21,0    | 23,8        | 27,8    |
| Нагрузка на крыло, кг/м²        | 65,7 | 60,0    | 57,3        | 66,8    |
| Скорость у земли, км/ч          | 261  | 268,3   | 253,5       | 283,0   |
| Скорость на высоте 3000 м, км/ч | 250  | 258     | 245         | 276     |
| Скорость на высоте 5000 м, км/ч | 241  | 252     | 234         | 252     |
| Время набора 5000 м, мин.       | 14,0 | 8,58    | 10,9        | 10,20   |
| Практический потолок, м         | 6860 | 8220    | 7650        | 7100    |
| Время виража, с                 | 13   | 9,1−9,3 | 11,5        | 11,35   |

Серийные И-4 имели заметно худшие показатели скорости и потолка.
|              | 1.01.31 г.     | 1.01.32 г.     | 1.01.33 г.      |
| ------------ | -------------- | -------------- | --------------- |
| И-3          | 257 + 20       | 253 + 23       | 205 + 44        |
| И-4          | 138 + 12       | 146 + 18       | 135 + 25        |
| И-5          | 11 + 1         | 58 + 7         | 128 + 15        |
| И-6          | —              | 1 + 1          | 1 + 0           |
| И-7          | —              | 0 + 1          | 21 + 0          |
| И-2          | 26 + 8         | 7 + 5          | 2 + 1           |
| И-2 бис      | 65 + 7         | 33 + 19        | 31 + 19         |
| Fokker D.XI  | 52 + 36        | 44 + 10        | 26 + 17         |
| Fokker D.VII | 10 + 1         | 6 + 0          | 4 + 0           |
| Всего:       | 559 + 85 = 644 | 552 + 84 = 636 | 597 + 122 = 719 |

1 августа 1933 И-4 стоил 38,5 тыс. рублей, самым дорогим был И-5 — 56,4 тыс. рублей, И-7 — 50 тыс. рублей.

## Тактико-технические характеристики
Технические характеристики
- Экипаж: 1
- Длина: 7,28 м
- Размах крыла: 11,40 м
- Высота:
- Масса пустого: 978 кг
- Нормальная взлётная масса: 1430 кг
- Масса топлива во внутренних баках: 303 кг
- Силовая установка: 1 × звездообразный однорядный М-22
- Мощность двигателей: 1 × 480 л.с.

Лётные характеристики
- Максимальная скорость:  
  - у земли: 220 км/ч
  - на высоте 5000 м: 231 км/ч
- Крейсерская скорость: 186 км/ч
- Практическая дальность: 840 км
- Продолжительность полёта: 2,3 ч
- Практический потолок: 7000 м
- Скороподъёмность: 555 м/мин
- Время набора высоты: 5000 м за 14,6 мин

Вооружение
- Стрелково-пушечное: 2 × 7,62 мм пулемёта ПВ-1 по 1000 патронов для каждого

## В стендовом моделизме
Сборную модель в масштабе 1/72 выпускает «Звезда».